# Mongolska invazija na Japan
Mongolska invazija Japana (元寇, Genkō) koja je trajala od 1274. godine do 1281. bila je najveća vojna operacija koju je pokrenuo Veliki Kan tadašnjeg Mongolskog carstva - Kublaj-kan s ciljem da nakon što je osvojio Koreju, osvoji i Japan.
Može se slobodno reći da je mongolska invazija Japana postavila granice i spriječila daljnje širenje mongolskog carstva prema istoku. Ova invazija je bila najbliža osvajanju Japana u posljednjih 1500. godina.

## Pozadina
1231. godine Mongoli osvajaju Koreju (nakon tri desetljeća ratovanja Koreja gubi neovisnost i osvaja ju Mongolsko Carstvo). Mongolski Veliki kan, Kublaj-kan, postaje car Kine (1260. godine) i prijestolnicu Mongolskog carstva premješta u Peking (1264. godine). Dvije godine kasnije Mongoli šalju izaslanika u Japan i traže da Japan prihvati vrhovnu vlast Mongolskog carstva, u suprotnom će ih napasti. Drugi izaslanik poslan je 1268. godine s istom porukom, međutim Japan je ponovno odbio. Nakon toga brojne poruke su bile poslane preko korejanskih izaslanika i mongolskih veleposlanika. Mongoli šalju vojsku u Koreju u strahu da će ih tamo Japan napasti i spremaju se za rat.

## Prva invazija
1274. godine, mongolska flota je postavljena s 15 000 mongolskih i kineskih vojnika, 8000 korejanskih vojnika u 300 brodova te 400 do 500 čamaca. Osvojili su otoke Cušima i Iki vrlo lako i pristali 19. studenog u Hakata Baju, nedaleko od Dazajifa, drevnog administrativnog glavnog grada carstva. Sljedećeg dana odigrala se bitka kod Buneja (文永の役) koja je također poznata pod imenom bitka kod Hataka Baje.
Japanci nisu bili iskusni u vladanju nad velikom vojskom i Mongoli su napredovali. Prošlo je oko 50 godina nakon posljednje velike bitke u Japanu što nije ostavilo nimalo iskusnih generala u japanskoj vojsci (također ih je bilo vrlo malo iskusnih u upravljanju velikim vojskama). Čak i u velikim bitkama Japanci su koristili taktiku prsa u prsa. Negdje oko ponoći jaka grmljavina i nevrijeme izazvale su kapetane mongolskih brodova da predlože povlačenje flote. Do sljedećeg dana samo nekoliko brodova nije pristalo. Različiti izvori tvrde da je oko 200 mongolskih brodova uništeno. Većina mongolskih vojnika, kao i njihovih saveznika, nisu znali plivati i utopili su se.

## Druga invazija
Na proljeće 1281. godine kineska flota mongolskog carstva imala je poteškoća u organiziranju flote zbog velikog broja brodova koje su u njoj imali. Korejanska flota je krenula, međutim pretrpjela je teške gubitke kod Cušime i povukla se. Iste godine kombinirana korejansko-kineska flota osvojila je Iki-šimu i krenula na Kjušu. Iskrcala se na više mjesta. Japanska armija je ponovo bila malobrojna, ali je imala dobro branjene tvrđave i odbrambene građevine. Sada poznati kamikaza - ogromni tajfun napadao je obalu Kjušua dva dana i uništio većinu mongolske flote.

## Unutarnje poveznice
- Japan
- Japanci
- Mongolsko Carstvo